# Maria Amalia di Borbone-Due Sicilie (infanta)
Maria Amalia di Borbone-Due Sicilie nome completo Maria Amalia Ferdinanda di Borbone, principessa di Borbone delle Due Sicilie (Pozzuoli, 25 febbraio 1818 – Madrid, 6 novembre 1857) fu una principessa delle Due Sicilie per nascita ed infanta di Portogallo e Spagna per il matrimonio con l'infante Sebastiano di Borbone-Spagna.

## Famiglia
Maria Amalia era la decima figlia di Francesco I delle Due Sicilie e di sua moglie Maria Isabella di Spagna.

## Matrimonio
Maria Amalia non era politicamente rilevante in una grande famiglia, ma si sperava che sposasse con un membro della sua famiglia. Sua sorella maggiore, Luisa Carlotta, sposò il fratello minore di Ferdinando VII di Spagna, Maria Cristina divenne regina di Spagna, un'altra sorella, Maria Antonietta divenne granduchessa di Toscana e suo fratello sarebbe diventato re delle Due Sicilie.
Alle nozze della sorella Maria Cristina, conobbe Sebastiano di Borbone-Spagna, unico figlio di Pietro Carlo di Borbone-Spagna e di Maria Teresa di Braganza, che trascorse la maggior parte della sua vita in Brasile. Le nozze vennero celebrate il 25 maggio 1832 a Madrid, durante gli ultimi anni del regna di Ferdinando VII di Spagna. Già al quel tempo si respirava la tensione tra i sostenitori di Isabella II di Spagna e quelli di Carlo Maria Isidro di Borbone-Spagna. Dal matrimonio non nacquero figli.

## Conflitti dinastici
Presto vi erano due fazioni nel Palazzo a causa della successione al trono di Spagna, e la madre di Sebastiano Gabriele, la principessa di Beira, molto conservatrice, appoggiò Carlo nella sua lotta per il trono. Dopo la morte di Ferdinando VII, nel 1833, iniziò la reggenza di Maria Cristina (sorella di Maria Amalia). Maria Teresa e altri sostenitori di Carlo furono espulsi dalla Spagna.
Tuttavia, Sebastiano Gabriele rimase fedele al defunto re e a sua figlia, che aveva solo tre anni, al momento della sua ascesa al trono. Poca lealtà durò in Sebastiano Gabriele, che con l'inganno andò a Barcellona e poi a Napoli, alla corte di suo fratello. Ritornò a Barcellona per condurre una campagna militare concludendosi in un fallimento, e ancora una volta ha dovuto tornare nella capitale partenopea. Da lì si recò a Leybach, dove ha incontrato Carlo e la sua famiglia, compresa sua madre, la principessa di Beira. Travestito da mercante inglese, Sebastiano Gabriele tornò in Spagna attraverso la città di Zugarramurdi, dove è stato nominato aiutante di campo di Carlo e più tardi divenne il capo dell'esercito carlista.
Nel 1838 sua madre, la principessa di Beira, sposò Carlo, diventando regina dei cartisti. Nel 1839 misero fine alla prima guerra carlista, e Sebastiano Gabriele risiedette a Napoli con la moglie, dove organizzarono il matrimonio di Carlo Ludovico di Borbone e Carolina di Borbone-Due Sicilie, un'altra sorella di Maria Amalia.

## Morte
Maria Amalia morì il 6 novembre 1857, nel momento in cui l'equilibrio tra carlisti e isabelliani era ancora in un momento di estrema delicatezza. La sua morte passò inosservata alla corte di Madrid. Suo marito si risposò presto con l'infanta Maria Cristina di Spagna, cognata e cugina di Isabella II.

## Ascendenza
|                                  |                     |                                     | Genitori                                      |  |  | Nonni |  |  | Bisnonni            |  |  | Trisnonni           |  |
|                                  |                     |                                     |                                               |  |  |       |  |  | Carlo III di Spagna |  |  | Filippo V di Spagna |  |
|                                  |                     |                                     |                                               |  |  |       |  |  | Carlo III di Spagna |  |  | Filippo V di Spagna |  |
|                                  |                     | Elisabetta Farnese                  |                                               |  |  |       |  |  | Carlo III di Spagna |  |  |                     |  |
| Ferdinando I delle Due Sicilie   |                     |                                     |                                               |  |  |       |  |  | Carlo III di Spagna |  |  |                     |  |
|                                  |                     | Maria Amalia di Sassonia            | Augusto III di Polonia                        |  |  |       |  |  |                     |  |  |                     |  |
|                                  |                     | Maria Amalia di Sassonia            | Augusto III di Polonia                        |  |  |       |  |  |                     |  |  |                     |  |
|                                  |                     | Maria Amalia di Sassonia            | Maria Giuseppa d'Austria                      |  |  |       |  |  |                     |  |  |                     |  |
| Francesco I delle Due Sicilie    |                     | Maria Amalia di Sassonia            |                                               |  |  |       |  |  |                     |  |  |                     |  |
|                                  |                     | Francesco Stefano di Lorena         | Leopoldo di Lorena                            |  |  |       |  |  |                     |  |  |                     |  |
|                                  |                     | Francesco Stefano di Lorena         | Leopoldo di Lorena                            |  |  |       |  |  |                     |  |  |                     |  |
|                                  |                     | Francesco Stefano di Lorena         | Elisabetta Carlotta di Borbone-Orléans        |  |  |       |  |  |                     |  |  |                     |  |
| Maria Carolina d'Asburgo-Lorena  |                     | Francesco Stefano di Lorena         |                                               |  |  |       |  |  |                     |  |  |                     |  |
|                                  |                     | Maria Teresa d'Austria              | Carlo VI d'Asburgo                            |  |  |       |  |  |                     |  |  |                     |  |
|                                  |                     | Maria Teresa d'Austria              | Carlo VI d'Asburgo                            |  |  |       |  |  |                     |  |  |                     |  |
|                                  |                     | Maria Teresa d'Austria              | Elisabetta Cristina di Brunswick-Wolfenbüttel |  |  |       |  |  |                     |  |  |                     |  |
| Maria Amalia delle Due Sicilie   |                     | Maria Teresa d'Austria              |                                               |  |  |       |  |  |                     |  |  |                     |  |
|                                  | Carlo III di Spagna | Filippo V di Spagna                 |                                               |  |  |       |  |  |                     |  |  |                     |  |
|                                  | Carlo III di Spagna | Filippo V di Spagna                 |                                               |  |  |       |  |  |                     |  |  |                     |  |
|                                  | Carlo III di Spagna | Elisabetta Farnese                  |                                               |  |  |       |  |  |                     |  |  |                     |  |
| Carlo IV di Spagna               | Carlo III di Spagna |                                     |                                               |  |  |       |  |  |                     |  |  |                     |  |
|                                  |                     | Maria Amalia di Sassonia            | Augusto III di Polonia                        |  |  |       |  |  |                     |  |  |                     |  |
|                                  |                     | Maria Amalia di Sassonia            | Augusto III di Polonia                        |  |  |       |  |  |                     |  |  |                     |  |
|                                  |                     | Maria Amalia di Sassonia            | Maria Giuseppa d'Austria                      |  |  |       |  |  |                     |  |  |                     |  |
| Maria Isabella di Borbone-Spagna |                     | Maria Amalia di Sassonia            |                                               |  |  |       |  |  |                     |  |  |                     |  |
|                                  |                     | Filippo I di Parma                  | Filippo V di Spagna                           |  |  |       |  |  |                     |  |  |                     |  |
|                                  |                     | Filippo I di Parma                  | Filippo V di Spagna                           |  |  |       |  |  |                     |  |  |                     |  |
|                                  |                     | Filippo I di Parma                  | Elisabetta Farnese                            |  |  |       |  |  |                     |  |  |                     |  |
| Maria Luisa di Borbone-Parma     |                     | Filippo I di Parma                  |                                               |  |  |       |  |  |                     |  |  |                     |  |
|                                  |                     | Luisa Elisabetta di Borbone-Francia | Luigi XV di Francia                           |  |  |       |  |  |                     |  |  |                     |  |
|                                  |                     | Luisa Elisabetta di Borbone-Francia | Luigi XV di Francia                           |  |  |       |  |  |                     |  |  |                     |  |
|                                  |                     | Luisa Elisabetta di Borbone-Francia | Maria Leszczyńska                             |  |  |       |  |  |                     |  |  |                     |  |
|                                  |                     | Luisa Elisabetta di Borbone-Francia |                                               |  |  |       |  |  |                     |  |  |                     |  |